# San Filippo Neri all'Esquilino
San Filippo Neri all'Esquilino är en kyrkobyggnad i Rom, helgad åt den helige Filippo Neri. Kyrkan är belägen vid Via Sforza i Rione Monti och tillhör församlingen Santi Silvestro e Martino ai Monti.

## Kyrkans historia
Den helige Filippo Neris Oblatsystrar, kallade Filippine, flyttade 1672 in i ett kloster vid kyrkan Santa Croce a Montecitorio i Rione Colonna och förblev där till 1695. Ursprunget till dessa systrar var de frivilliga kvinnor, vilka förestod ett härbärge för fattiga, hemlösa flickor, grundat 1603 av handskmakaren Rutilio Brandi vid San Filippo Neri in Via Giulia. Systrarna flyttade 1695 till Palazzo Bossi i närheten av kyrkan Santa Lucia del Gonfalone vid Via di Monserrato i Rione Regola.
Under påve Clemens XII:s pontifikat (1730–1740) hade systrarna blivit så många, att de behövde större lokaler. De införskaffade då Villa Sforza vid Via dei Quattro Cantoni, några kvarter från Santa Maria Maggiore. I början av 1800-talet bestämde sig systrarna för att bygga ut klostret mot Via Sforza. Detta projekt inbegrep även uppförandet av en kyrka, öppen för allmänheten. Byggverksamheten inleddes 1827 och kyrkans tre altaren konsekrerades av ärkebiskop Giovanni Giacomo Sinibaldi den 30 december 1829. Hela kyrkan konsekrerades av kardinal Giacomo Luigi Brignole år 1842. Systrarna behöll sitt lilla klosterkapell som kor bakom högaltaret. Här finns enligt uppgift en målning föreställande Jesu födelse.
Klosterbyggnaden exproprierades av den italienska staten år 1873 och övertogs av Roms kommun. Längan vid Via Sforza nyttjades av italienska armén, men den lilla kyrkan San Filippo Neri undgick dekonsekrering.
Själva kyrkan har en mycket enkel exteriör med en ingångsportal krönt av ett triangulärt pediment och ett kors. Tympanon är smyckat med Jesu heliga hjärta. Interiören är rektangulär och har tre altaren, varav högaltaret är invigt åt den helige Filippo Neri och har en kopia av Guido Renis målning av helgonet.

## Bilder
| - Den forna klosterbyggnaden vid Via dei Quattro Cantoni. - Den helige Filippo Neri, målning utförd av Guido Reni år 1614. Originalet finns i Santa Maria in Vallicella. |